# El escuerzo
El escuerzo és una pel·lícula de terror argentina de 2024, dirigida per Augusto Sinay. Està basada en el conte homònim de Leopoldo Lugones.
Malgrat no haver comptat amb estrena en sales comercials, es va convertir en la segona pel·lícula cordovesa més taquillera de la història, només per darrere de De caravana.
Està emmarcada temporalment en 1866, durant la Guerra de la Triple Aliança. Si bé les escenes de les batalles no es mostren explícitament, la figura de l'escuerzo representa la por que generava aquesta circumstància als pobles argentins. Des de la mort del escuerzo, la pel·lícula no mostra el cel fins al final.

## Argument
El jove gaucho Venancio mata un escuerzo, un animal que, segons el relat de la seva mare, ressuscita per a venjar la seva mort. Ambientada durant la Guerra del Paraguai, el jove emprèn un viatge per a acabar amb la maledicció.
La història gira al voltant de les vides de personatges com a pagesos, cuatreros i gautxos, que en paraules del director, eren «gent amb pocs drets que es buscava la vida (...) en la Còrdova rural del segle XVIII i XIX».

## Repartiment
Per al rodatge de la pel·lícula, es va convocar a l'actor Cristóbal López Baena, qui debuta en un rol protagonista en un llargmetratge amb el paper de Venancio. Després es va sumar a l'equip el premiat actor espanyol Javier Pereira, en un rol coprotagonista.
La resta de l'elenc està compost pels cordovesos Eva Bianco, Beto Bernuez, Valeria Beltramo, Ciro Cavo Beltramo, Lucía Castro, Maximiliano Gallo, Diego Haas, Raúl Sánchez, Emilio Mazzuco, Daniel Aimetta i Fabio Camino; i l'espanyol Martín Aslan.

## Producció
Es tracta d'una coproducció argentí-espanyola, que va portar deu anys de treball. El rodatge principal es va dur a terme a Las Calles del Valle de Traslasierra, a la provincia de Córdoba, d'on a més és oriünd Martín Heredia Troncoso, el director de fotografia. Algunes escenes complementàries es van filmar a la ciutat de Còrdova.
L'equip tècnic va comptar amb tan sols 40 persones, amb el suport del Instituto Nacional de Cine y Artes Audiovisuales, el Polo Audiovisual de Córdoba i el Programa Ibermedia espanyol, amb un estimat de 500 llocs de treball generats. Setmanes abans de l'estrena, es va decretar el tancament del INCAA, ordenat pel president Javier Milei, una mesura que va ser criticada per Sinay, ja que es va tractar d'un organisme crucial per al desenvolupament d'aquest projecte, a través del Concurs Raymundo Gleyzer. Per a la data de l'estrena, el concurs havia deixat d'existir.
Per al desenvolupament del guió, es van prendre com a fonts cartes i notes de diari de l'època. Per als posicionaments a favor i en contra de la Guerra del Paraguai, es va recórrer a textos de Bartolomé Mitre i Juan Bautista Alberdi, respectivament, així com també a cartes del cacic Calfucurá i notes del general Lucio V. Mansilla i fragments de judicis a pagesos, cuatreros i gautxos.
Per als diàlegs, Sinay reconeix que li van servir de referència més de 20 llibres d'història, a més de l'obra Córdoba rural, una sociedad campesina (1750-1850) de l'antropòloga i investigadora del CONICET Sonia Tell.

## Estrena i recepció
Es va projectar per primera vegada en el Festival Feratum de cinema fantàstic en Michoacán i després en el Festival Fantaspoa de Porto Alegre, el festival més gran de cinema fantàstic i de terror de Amèrica Llatina, a més de nombrosos festivals, tant argentins com espanyols. Es va estrenar oficialment l'1 d'agost de 2024 a l'Argentina.
Va tenir una estrena simultània en sales independents de Córdoba, Buenos Aires, Rosario, Mendoza, Caleta Olivia i La Banda. Les funcions durant les primeres setmanes van ser a sala plena i moltes persones van quedar sense poder ingressar. L'èxit de l'estrena va portar a prolongar la seva presència en cartellera.
El cineasta argentí Cristian Bernard va escriure: «No sols és una de les millors pel·lícules de terror argentines, sinó que és una de les millors pel·lícules nacionals dels últims anys. (...) Viatja cap al territori del western gautxesc, el terror de Quiroga i la fantasia borgeana. El escuerzo és una nova obra mestra del nostre cinema.».
El periodista cultural Ezequiel Boetti va indicar: «El escuerzo apel·la a un fantàstic mai subratllat, incloent-ho com a part de la cosmogonia general. Amb un treball notable de so ambienti, la qual cosa enriqueix i complica el fora de camp, el debut –que no sembla tal– en la realització de Sinay està fet de la mateixa matèria que aquestes situacions que es vivencien durant la vigília sense saber si són reals o el fruit d'un ensomni pertorbat.»

## Premis i nominacions
| Premio/Festival de Cinema                            | Data de l'esdeveniment | Categoria                   | Nominat       | Resultat  | Ref.   |
| ---------------------------------------------------- | ---------------------- | --------------------------- | ------------- | --------- | ------ |
| Festival Feratum                                     | 12 de novembre de 2023 | Millor Pel·lícula de Terror | El escuerzo   | Guanyador | [ 10 ] |
| Festival Fantaspoa                                   | 28 d'abril de 2024     | Millor Pel·lícula           | El escuerzo   | Guanyador | [ 11 ] |
| Festival Fantaspoa                                   | 28 d'abril de 2024     | Millor Guió                 | Augusto Sinay | Guanyador | [ 11 ] |
| Festival Internacional Nieve Roja d'El Bolsón        | 12 de maig de 2024     | Premi FantLatam             | El escuerzo   | Guanyador | [ 6 ]  |
| Festival Internacional de Cinema de Tàrrega i Ponent | 30 de juny de 2024     | Millor Pel·lícula           | El escuerzo   | Guanyador | [ 4 ]  |